# کوادراتوس آتنی
سنت کوادراتوس آتنی (به یونانی: Κοδρᾶτος) از پدران رسولی یونانی، اسقف آتن بود. او در سنت مسیحیت شرقی جزو هفتاد شاگرد به‌شمار می‌رود.

## خدمت
به گفته مورخ اولیه کلیسا، یوسبیوس قیصریه ای، گفته می‌شود که او شاگرد رسولان (auditer apostolorum) بوده‌است.
یوسبیوس در اثر خود تاریخ کلیسایی کتاب چهارم، فصل ۳، چنین می‌نویسد:
۱. پس از ۱۹ سال و نیم سلطنت ترایان، آلیوس آدریان جانشین او در امپراتوری شد. کوادراتوس به او گفتمانی را بیان کرد که حاوی دفاعیات از راه و ایمان ما بود، زیرا برخی از افراد شرور تلاش کرده بودند مسیحیان را آزار دهند. این اثر هنوز در دست تعداد زیادی از برادران، و همچنین در دستان ماست، و شواهد روشنی از حکمت مرد و ایمان راست رسولی او ارائه می‌دهد.
۲. او خود تاریخ اولیه زندگی خود را با کلمات زیر آشکار می‌کند: اما اعمال نجات دهنده ما همیشه وجود داشت، زیرا آنها اصیل بودند: کسانی که شفا یافتند، و کسانی که از مردگان برخاسته شدند، که دیده شدند. نه تنها زمانی که شفا یافتند و هنگامی که برخاستند، بلکه همیشه حضور داشتند. و نه تنها در زمانی که ناجی بر روی زمین بود، بلکه پس از مرگ او نیز مدتی طولانی زنده بودند، به طوری که برخی از آنها حتی تا امروز نیز زنده هستند. پس کوادراتوس چنین بود.
به عبارت دیگر، یوسبیوس بیان می‌کند که کوادراتوس گفتاری را خطاب به امپراتور روم، هادریان، حاوی دفاع یا دفاعیه از مسیحیت، زمانی که او در سال‌های ۱۲۴ یا ۱۲۵ پس از میلاد از آتن بازدید می‌کرد، یوسبیوس گفته‌است که او امپراتور را تشویق کرد تا فرمانی مساعد صادر کند. به نظر می‌رسد ذکر این که بسیاری از کسانی که توسط مسیح شفا یافته یا از مردگان زنده شده بودند هنوز زنده بودند، بخشی از این استدلال است که مسیح تنها معجزه گری نبود که تأثیراتش گذرا باشند.
یوسبیوس بعداً نامه‌ای از دیونیسیوس کورنتی را خلاصه می‌کند که به سادگی بیان می‌کند که کوادراتوس «پس از شهادت پوبلیوس» به اسقف آتن منصوب شد و می‌گوید که «با غیرت او آنها [مسیحیان آتن] دوباره گرد هم آمدند و ایمانشان احیا شد.
پی آندریسن پیشنهاد کرده‌است که دفاعیه کوادراتوس اثری است که به عنوان نامه به دیوگنتوس شناخته می‌شود، پیشنهادی که مایکل دبلیو. هلمز آن را «جالب» می‌داند. در حالی که قبول می‌کند که نامه به دیوگنتوس شامل تنها خطابه شناخته شدهٔ نقل شده از کوادراتوس نمی‌شود، هولمز از این تعین هویت نویسنده با ذکر این نکته دفاع می‌کند «جای خالی ای بین فصل ۷ آیه ۶ و فصل ۷ آیه ۷ این کتاب وجود دارد که آن نقل قول به خوبی در آن جا می‌شود». ادگار جی. گوداسپید بیان می‌کند. نظریه‌ای مبتکرانه است، اما می‌گوید که بعید است و آن قطعه با آن جای خالی مطابقت ندارد.
به دلیل تشابه نام، برخی از محققین به این نتیجه رسیده‌اند که کوادراتوس نویسنده رسالهٔ دفاعی همان شخص کوادراتوس، پیامبری است که در جای دیگر توسط یوسبیوس ذکر شده‌است (تاریخ کلیسا کتاب ۳، فصل ۳۷). با این حال، شواهد بسیار ناچیز است که قانع‌کننده باشد.
یک نویسنده رسالهٔ دفاعی دیگر، آریستیدس، کار مشابهی ارائه کرد و رساله ای دفاعی برای دفاع از مسیحیت خطاب به امپراتور هادریان نوشت. یوسبیوس نسخه‌هایی از هر دو مقاله داشت. از آنجایی که کوادراتوس پس از پوبلیوس اسقف آتن بود، گاهی در میان پدران رسولی به چشم می‌خورد. یوسبیوس او را «مردی با فهم و ایمان رسولی» خواند و جروم در کتاب دویریس ایالستریبوس(Viri illustrissimi) ارتباط رسولی را تشدید کرد و او را «شاگرد رسولان» نامید.